# Peposo

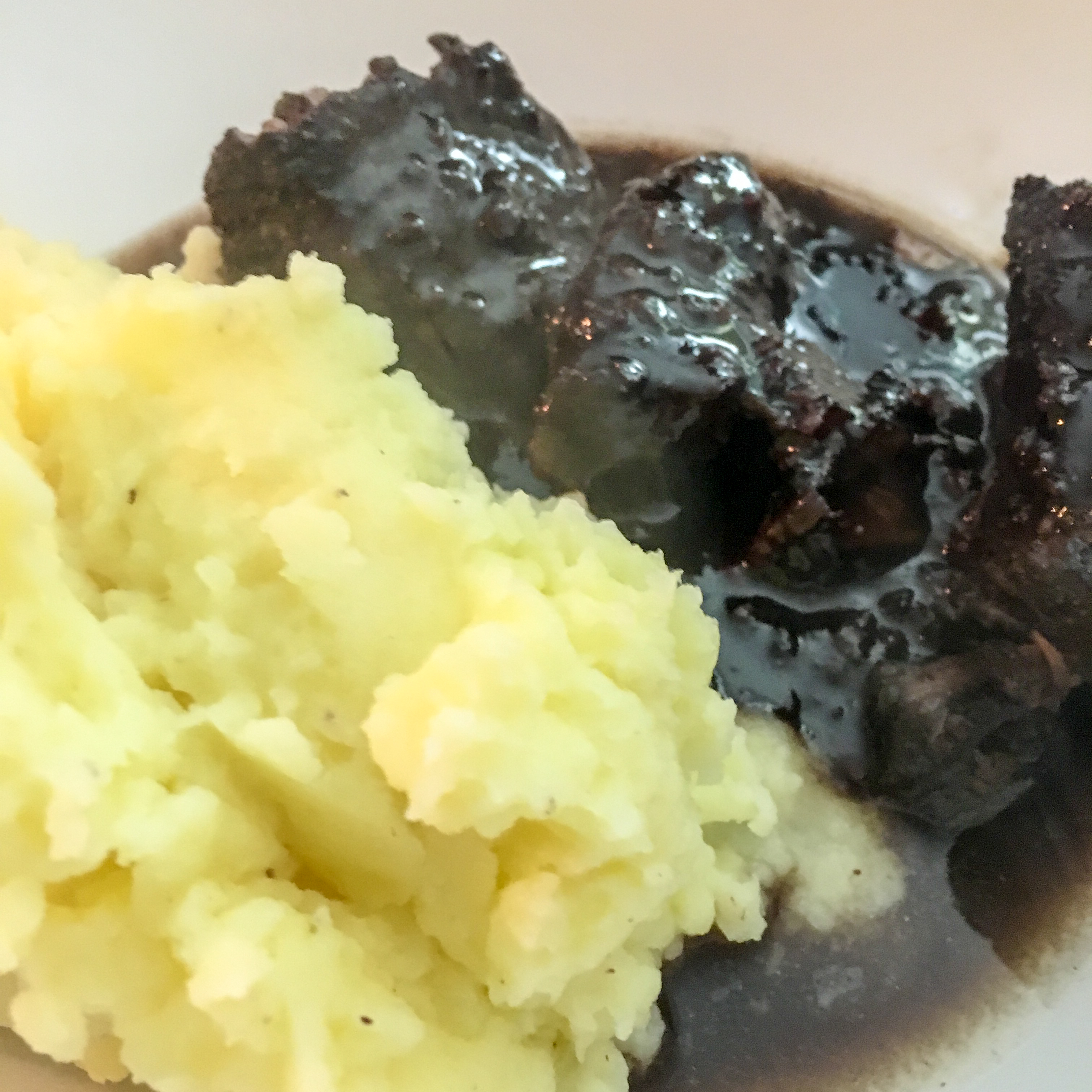
Peposo.

Il peposo è un piatto tipico toscano, originario dell'Impruneta. La dizione corretta è "peposo all'imprunetina" ma talvolta viene chiamato anche "peposo alla fornacina".
Ricerche storiche fanno risalire la preparazione di questo piatto all'epoca di Messer Filippo di Brunellesco Lapi (1377 - 1446). Durante la costruzione della famosa cupola della cattedrale di Santa Maria del Fiore sembra, infatti, che i fornacini addetti alla cottura dei mattoni facessero largo uso di questa pietanza. Inoltre si narra che il Brunelleschi stesso facesse portare il pranzo agli operai in cantiere, affinché essi non perdessero tempo nelle osterie della città.
l fornacini usavano cuocere la carne in contenitori di coccio, posti all'imboccatura del forno, mentre preparavano i mattoni (Nei forni dell'Impruneta sono stati cotti anche i mattoni per la cupola del Duomo di Firenze del Brunelleschi). Per coprire l'odore di una materia prima non sempre freschissima, veniva aggiunta una dose generosa di vino rosso e di pepe in grani. La lunga cottura avrebbe ammorbidito ed insaporito anche la carne più coriacea, da gustare accompagnata a razioni abbondanti di pane.
La denominazione della preparazione del peposo all'imprunetina, il cui marchio è depositato presso l'Ufficio Marchi e Brevetti della Camera di Commercio di Firenze, è riservata al prodotto ottenuto in conformità al disciplinare di produzione.

## Preparazione
Per la preparazione del piatto si utilizzano esclusivamente i seguenti ingredienti:
1. carne di manzo allevato in Toscana, taglio muscolo o guancia;
2. pepe in grani
3. aglio;
4. vino Chianti;
5. sale.

Per la preparazione del peposo all'imprunetina a marchio registrato non è ammesso l'utilizzo di nessun altro ingrediente, nemmeno di pomodori, pomodori pelati o concentrato di pomodoro.
Il processo di produzione del peposo all'imprunetina a marchio registrato prevede le seguenti fasi di lavorazione:
1. riscaldamento del forno;
2. rosolatura della carne;
3. aggiunta del vino;
4. aggiunta del pepe in grani e dell'aglio;
5. cottura prolungata;
6. presentazione su fette di pane abbrustolito.

Il forno va scaldato diverse ore prima, ma è ammessa anche la preparazione nel tegame di coccio, sul fornello: in questo caso si taglia la carne a tocchetti della grandezza di una noce e si pone nel tegame rosolandola appena nel suo grasso. Quando la carne sarà rosolata, si aggiunge il vino rosso, in quantità tale da coprirla abbondantemente, e il pepe in grani, in un piccolo sacchetto di garza (opzionale), così da poterlo eventualmente eliminare prima della presentazione e l'aglio. Successivamente si aggiusta di sale. La cottura, che potrà avvenire in forno o su fornello a fuoco bassissimo con spargifiamma, e dovrà protrarsi per almeno tre ore, finché la carne sia quasi completamente macerata. Al termine della preparazione, la carne dovrà apparire come una crema da "spalmare" su fette di pane toscano abbrustolito.
La possibilità di conservare la carne per tempi più lunghi, l'introduzione del pomodoro, il miglioramento dei tagli, l'accessibilità economica di pepe e spezie, l'innalzamento generale del tenore di vita hanno inevitabilmente modificato la preparazione, con una serie di varianti, che lo hanno reso più simile a uno spezzatino pepato, da servire come pietanza, rispetto all'originale piatto unico, costituito da una fetta di pane abbrustolito su cui  veniva "spalmata" la carne, di taglio povero, lungamente cotta approfittando del calore della fornace, insaporita dal pepe in grani, quindi recuperabile, e dal vino. Qualunque preparazione in ambito domestico o di ristorazione, che voglia denominarsi comunque "peposo", non deve prescindere dal rispetto delle sue caratteristiche fondamentali, quali l'uso del pepe in grani, l'aglio, il vino rosso, la lunga cottura. Il pomodoro deve comunque essere evitato, insieme ad ogni altro aroma aggiunto.

## Varianti
Esiste anche una più moderna variante denominata peposo alla viareggina, e realizzata con zampetto di vitella o di maiale e grani di pepe estratti dal salame.